# Malléon
Malléon is een gemeente in het Franse departement Ariège (regio Occitanie) en telt 48 inwoners (2009). De plaats maakt deel uit van het arrondissement Pamiers.

## Geografie
De oppervlakte van Malléon bedraagt 7,2 km², de bevolkingsdichtheid is dus 6,7 inwoners per km².
De onderstaande kaart toont de ligging van Malléon met de belangrijkste infrastructuur en aangrenzende gemeenten.

## Demografie
Onderstaande figuur toont het verloop van het inwonertal (bron: INSEE-tellingen).

Vanwege een beveiligingsprobleem met de MediaWiki Graph-software is het momenteel niet mogelijk deze grafiek weer te geven. Zodra de software is bijgewerkt zal de grafiek vanzelf weer zichtbaar worden.